# 現田茂夫
現田 茂夫（げんだ しげお、1959年3月15日 - ）は、日本のクラシック音楽の指揮者。

## 人物
東京都生まれ、千葉県船橋市育ち。千葉県立千葉高等学校卒業後、東京音楽大学指揮科にて三石精一、汐澤安彦に師事し、指揮法を学ぶ。その後、東京芸術大学指揮科に進み、佐藤功太郎、遠藤雅古に師事。東京芸術大学在学中の1985年、安宅賞を受賞した。現在、ジュニアオーケストラ浜松の常任指揮者を務めている。妻は2019年に死別した佐藤しのぶ。

## 経歴
- 1986年、二期会オペラ『ヘンゼルとグレーテル』でオペラ・デビュー
- 1987年、新星日本交響楽団指揮者就任[1]
- 1988年、新星日本交響楽団の定期演奏会でマーラーの交響曲第5番を指揮
- 1996年、神奈川フィルハーモニー管弦楽団指揮者就任
- 2000年 神奈川フィルハーモニー管弦楽団常任指揮者就任
- 2002年 - 2007年、FMシンフォニー・コンサートの二代目パーソナリティ（NHK-FM）
- 2009年、神奈川フィルハーモニー管弦楽団名誉指揮者[2]就任